# Clitarco de Alejandría
Clitarco de Alejandría fue un historiador, hijo de Dinon de Colofón. Era griego, aunque posiblemente nació en Egipto, o al menos permaneció largo tiempo en la corte de Ptolomeo I. Escribió una Historia de Alejandro Magno hacia el 300 a. C., de la que se conocen algunos fragmentos.

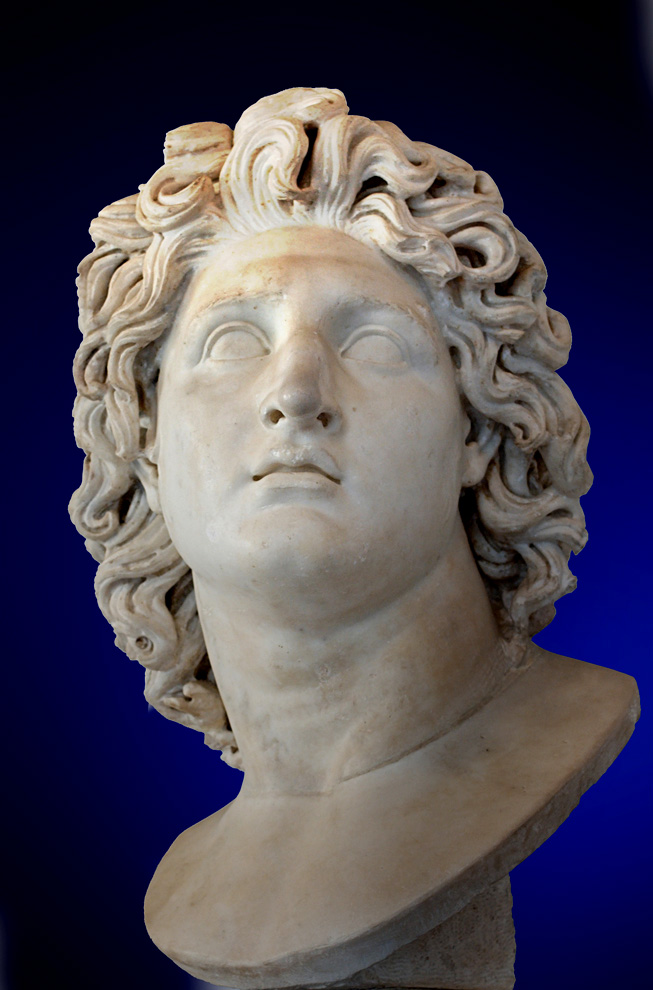
Alejandro Magno como Helios. Copia romana de un original helenístico de los siglos III-II a. C.

Quintiliano le califica de hábil, más que de verosímil, pero fue un historiador muy popular, utilizado como fuente para numerosas novelas sobre Alejandro Magno. Su estilo es artificioso y exagerado. Sus trabajos se han perdido, salvo algunos fragmentos preservados por autores antiguos, como Claudio Eliano y Estrabón.